# Blue Lacy
Chó Lacy hoặc chó Blue Lacy là một giống chó làm việc có nguồn gốc ở Texas vào giữa thế kỷ 19. Chó Lacy được Thượng viện Texas công nhận lần đầu tiên vào năm 2001. Trong Nghị quyết số 436 của Thượng viện, Cơ quan lập pháp thứ 77 vinh danh Lacy là "một giống chó Texas thực sự". Vào tháng 6 năm 2005, Thống đốc Rick Perry đã ký pháp luật áp dụng Blue Lacy là "giống chó chính thức của bang Texas". Đúng như dự đoán, phần lớn chó Lacy được tìm thấy ở Texas. Tuy nhiên, khi giống chó trở nên được công nhận, có những quần thể nhân giống được thành lập trên khắp Hoa Kỳ, Canada và gần đây nhất là ở châu Âu.

## Mô tả

### Ngoại hình
Chó Lacy mạnh mẽ và nhanh nhẹn, có khung xương nhẹ nhưng tỷ lệ thuận trong tỷ lệ chiều cao với khối lượng. Chiều cao tại vai là từ 43 đến 56 cm (17 đến 22 in). Phụ thuộc vào chiều cao và điều kiện sống, khối lượng thường là khoảng 11–20 kg (25 đến 45 lb) cho con cái và 16–25 kg (35 đến 55 lb) cho con đực. Các tiêu chuẩn được liệt kê trong Nghị quyết số 108 của Thượng viện Texas là hơi khác: chiều cao từ 46 đến 64 cm (18 đến 25 in), trọng lượng từ 14 đến 23 kg (30 đến 50 lb) nhưng chỉ đến năm 2005 nó mới được chính thức được công nhận là chó chính thức của tiểu bang này.

### Màu sắc
Mặc dù chúng thường được gọi là chó Blue Lacy (xanh da trời), có ba loại màu sắc cho phép đối với chó Lacy. Chó Lacy "Xanh da trời" có màu xám từ bạc sáng đến màu than cốc. Chó Lacy "Đỏ" có màu từ đỏ sáng tới đỏ thẫm. "Tri" kết hợp một base màu xanh với các mảng đỏ riêng biệt thích hợp để cắt, và màu trắng có thể xuất hiện và kéo dài từ cằm đến ngực. Màu trắng cũng có thể có mặt trên một hoặc nhiều bàn chân. Nhiều mảng trắng quá mức không được ưa thích, và các dấu trên mặt hoặc trên đường giữa lưng là một lỗi không đạt tiêu chuẩn. Đôi mắt của giống chó này sắc nét và tỉnh táo, từ màu vàng nhạt đến màu hổ phách.